# Jenny Sorrenti
Gianna Sorrenti, detta Jenny (Napoli, 4 dicembre 1953), è una musicista e cantautrice italiana, sorella di Alan Sorrenti.

## Biografia
Nata a Napoli da Francesco, pittore e cantante, e da Gwendalin Thomas, cantante tradizionale gallese conosciuta in un campo di prigionia britannico in Tunisia dove svolgeva il compito di ausiliaria dell'esercito, Jenny Sorrenti è la sorella minore di Alan, anch'egli artista musicale.
I due fratelli crebbero tra Napoli e Aberystwyth, città d'origine della loro madre e, all'inizio degli anni settanta, tentarono la carriera artistica a Roma.
Alan intraprese la carriera solista, mentre Jenny fondò i Saint Just, gruppo di rock progressive dalle marcate influenze folk à la Pentangle, con cui realizza gli album Saint Just del 1973 – in cui interviene anche il fratello Alan – e La casa del lago del 1974, per poi tentare a sua volta la carriera solista.
Nel 1976 pubblica a suo nome Suspiro, inciso con la collaborazione di musicisti come Peter Kaukonen (fratello di Jorma, chitarrista dei Jefferson Airplane), Pino Daniele e il violinista Lucio Fabbri (della PFM), mutando leggermente genere rispetto a quello del suo precedente gruppo.
Il secondo album Jenny Sorrenti, esce nel 1979, e presenta un duetto con Francesco De Gregori, nel brano Lampo.

Dopo anni passati a collaborare con altri artisti, nel 2001 la cantante realizza un nuovo lavoro intitolato Medieval Zone, nel quale sperimenta la fusione di folk partenopeo e celtico. Nel 2006 esce il suo sesto album Com'è grande Enfemidade, in cui sviluppa ulteriormente e positivamente le sonorità del precedente lavoro.
Nel 2009 viene pubblicato Burattina, il suo settimo album, che la riporta all'attenzione della critica esaltandone il valore della scrittura musicale e testuale. Suonano in questo disco Jenny (voce, tastiera), Marcello Vento (batteria, percussioni), Vincenzo Zenobio (fisarmonica), Piero Viti (chitarra); inoltre Enzo Gragnaniello compare come ospite in un brano (Nessuno è più forte di chi non ha più nulla da perdere). In questo lavoro si fa concreto ancora una volta l'incontro tra la musica del Mediterraneo e quella dell'Europa settentrionale, e si conferma l'affiatamento della band, nonché l'estro compositivo di Jenny impreziosito dai virtuosismi di Marcello Vento.
Nel 2011 decide di riformare i Saint Just con la nuova denominazione di Saint Just Again e nuovi musicisti in formazione: oltre a Jenny Sorrenti (voce e tastiere), Marcello Vento (batteria, steel drum, gong), Elio Cassarà (chitarre elettriche), Ernesto Vitolo (Hammond, Fender Rhodes, synth), Vittorio Pepe (basso), con un cameo di Francesco Di Giacomo del Banco. Il nuovo album si intitola Prog Explosion.
Nel 2018 sempre con il riformato gruppo dei Saint Just pubblica per la Ma.Ra.Cash Records il CD Prog Explosion and Other Stories in cui i primi quattro brani sono inediti (tra cui due duetti con suo fratello Alan, ritornato alle sonorità progressive), mentre gli altri sei sono quelli presenti nel precedente Prog Explosion per la prima volta in CD, visto che l'album nel 2011 era uscito solo in LP a tiratura limitata.

## Discografia

### Con i Saint Just
- 1973 - Saint Just
- 1974 - La casa del lago
- 2018 - Prog Explosion and Other Stories

### Da solista
- 1976 - Suspiro
- 1979 - Jenny Sorrenti
- 2001 - Medieval Zone
- 2006 - Com'è grande Enfermidade
- 2009 - Burattina
- 2011 - Prog Explosion